# 橋本和也 (文化人類学者)
橋本 和也（はしもと かずや、1947年 - ）は、日本の文化人類学者、京都文教大学名誉教授。観光人類学・観光学。

## 来歴
1978年國學院大學文学部日本文学卒、埼玉大学文化人類学聴講生、1986年大阪大学大学院人間科学研究科文化人類学博士課程満期退学。
静岡県立大学短期大学部講師、京都文教大学人間学部教授、総合社会学部教授。1995年「キリスト教と他界観 -フィジー・キリスト教の多元性と多義性」で大阪大学より人間科学博士の学位を取得。2018年京都文教大学名誉教授。
2014年～2020年「観光学術学会」第2期・3期会長。

## 著書
- 『キリスト教と植民地経験 フィジーにおける多元的世界観』人文書院 1996　単著
- 『観光人類学の戦略 文化の売り方・売られ方』世界思想社 1999　単著
- 『ディアスポラと先住民 民主主義・多文化主義とナショナリズム』世界思想社 2005　単著
- 『ラグビー&サッカーinフィジー スポーツをフィールドワーク』風響社・京都文教大学文化人類学ブックレット 2006
- 『観光経験の人類学 みやげものとガイドの「ものがたり」をめぐって』世界思想社 2011　単著
- 『地域文化観光論―新たな観光学への展望』ナカニシヤ出版 2018　単著
- 『人をつなげる観光戦略　人づくり・地域づくりの理論と実践』ナカニシヤ出版　2019　編著
- 『旅と観光の人類学　「歩くこと」をめぐって』新曜社　2022　単著

### 共編著など
- 『フィジー・トンガ・サモア』監修 こどもくらぶ編著 偕成社 2000 きみにもできる国際交流
- 『観光開発と文化 南からの問いかけ』佐藤幸男共編 世界思想社 2003
- 『フィールドワーカーズ・ハンドブック』日本文化人類学会監修 鏡味治也、関根康正、森山工共編 世界思想社 2011
- 『観光学ガイドブック　新しい知的領野への旅立ち』大橋昭一・遠藤英樹・神田孝治共編著　ナカニシヤ出版 2014
- 『現代観光学　ツーリズムから「いま」が見える』遠藤英樹・神田孝治共編著　新曜社　2019

### 翻訳
- A・M・ホカート『王権』人文書院 1986 のち岩波文庫
- ジョルジュ・コンドミナス『森を食べる人々』青木寿江共訳 紀伊國屋書店 1993 文化人類学叢書
- ジェイムズ・クリフォード、ジョージ・マーカス編『文化を書く』文化人類学叢書 春日直樹、足羽與志子、多和田裕司、西川麦子、和迩悦子共訳 紀伊國屋書店 1996
- ヴァレン・スミス編『ホスト・アンド・ゲスト　観光人類学とは何か』市野澤潤平・東賢太郎監訳　ミネルヴァ書房　2018

## 参考
- 京都文教大学